# Ruth Hurmence Green
Ruth Hurmence Green (1915-1980) là một nhà văn, nhà báo người Mỹ. Bà từng là một tín đồ Kitô phái Giám lý, tuy nhiên về sau đã trở thành người vô thần. Bà nổi tiếng với tác phẩm "Hướng dẫn về Thánh kinh của người Nghi ngờ vừa được tái sinh" (The Born Again Skeptic's Guide to the Bible) xuất bản năm 1979, và nó là quyền sách bán chạy nhất do tổ chức "Quỹ Tự do khỏi Tôn giáo" (Freedom From Religion Foundation - FFRF) xuất bản với hơn 10.000 ấn phẩm được bán ra bởi FFRF. Bà cũng là tác giả của nhiều bài luận văn về sau được xuất bản trong tuyển tập The Book of Ruth vào năm 1982.
Một trong những câu nói nổi tiếng nhất của bà là: "Từng có thời tôn giáo thống trị thế giới. Thời đại đó được biết đến là Thời đại Đen tối."

## Tiểu sử
Ruth Hurmence Green sinh năm 1915 tại một thị trấn nhỏ ở Sumner, Iowa trong một gia đình theo đạo Tin Lành thuộc phái Giám lý. Năm 1935 bà tốt nghiệp Đại học Công nghệ Texas ngành báo chí. Bà kết hôn với Truman Green, một kỹ sư và hai người có với nhau ba mặt con. Về sau, cả gia đình chuyển sang định cư hẳn ở Jefferson City, Missouri. Năm 1960, người chị em duy nhất của Ruth mất vì ung thư vú và bản thân Ruth cũng trải qua một ca phẫu thuật lớn ở vùng ngực. Ít năm sau, bà mắc bệnh ung thư da và đến năm 1975 bà được chẩn đoán là mắc bệnh ung thư vòm họng. Trong thời gian chữa trị ung thư vào đầu thập niên 1970, Ruth - tự nhận là "một tín đồ Giám lý nửa vời" trong thời điểm đó - bắt đầu bỏ thời gian tìm hiểu nội dung quyển Thánh kinh của Kitô giáo. Sau hai năm đọc Thánh kinh, Ruth từ bỏ Kitô giáo và trở thành một người vô thần kiên định. Năm 1981, bệnh ung thư vòm họng của bà tái phát, nhưng bà giấu kết quả chẩn đoán vì hiểu rằng căn bệnh mình mắc phải đã ở giai đoạn cuối. Ruth Hurmence Green mất ngày 7 tháng 7 năm 1981 sau khi uống một lượng quá liều thuốc giảm đau. Trong bức thư viết cho người bạn Annie Laurie Gaylor vào 3 ngày trước đó, Ruth viết "Tự do thoát khỏi tôn giáo phải phát triển và nảy nở. Tự do phụ thuộc vào những người có tự do tư tưởng."
Ruth Hurmence Green tham gia một buổi thuyết giảng tại Đại học Nhất vị luận Columbia, MO vào tháng 11 năm 1980, chưa đầy 1 năm trước khi bà qua đời, nói về những gì bà phát hiện được khi tìm hiểu Thánh kinh. Bà cũng nói về thời gian bà là tín đồ Giám lý không hoàn toàn sùng đạo - từ lúc cha mẹ ép đi nhà thờ cho đến khi bà hiểu rõ bản chất cuốn Kinh thánh. Ruth nhận định rằng không có một trang nào của Kinh thánh mà không làm bà tức giận ở một khía cạnh nào đó, và bà cảm thấy rùng mình khi nhớ lại những lời thánh ca "tệ hại" mà bà từng rất thích hát hồi nhỏ. Ruth mô tả những gì bà phát hiện ra trontg thánh kinh là "vỡ mộng và giải thoát".

## Phim tài liệu"A Second Look at Religion"
Ruth Hurmence Green được FFRF phỏng vấn trong bộ phim tài liệu "Cái nhìn thứ hai về Tôn giáo" (A Second Look at Religion), đây là bộ phim đầu tay của FFRF, sản xuất năm 1980. Đoạn phỏng vấn Ruth được phát sóng lần thứ hai trên trong một chương trình của "Đài phát thanh Tự do tư tưởng" (Freethought Radio) sau khi bà qua đời. Trong buổi phỏng vấn này, Ruth bộc bạch rằng bà từng đều đặn đi lễ nhà thờ suốt hơn 50 năm cho đến khi một người thân khuyên bà rằng cuốn Thánh kinh không giống như bà nghĩ. Và sau khi tìm hiểu cuốn Thánh kinh, Ruth cũng nhận ra rằng quyển sách này thật sự đáng kinh tởm chứ không tốt đẹp như người ta thường dạy bà. Vỡ mộng và giận dữ trước sự thật này là động lực khiến Ruth quyết định bắt tay vào viết tác phẩm nổi tiếng The Born Again Skeptic's Guide to the Bible. Bà nói: "Hành vi của Thiên chúa là thứ xúc phạm tôi nhiều nhất" và giải thích lý do cuốn Thánh Kinh không thể nào cho trẻ con đọc vì nó "đầy dẫy bạo lực và đồi trụy". Ruth cũng cho rằng cây thánh giá thật ra là biểu tượng của sự tra tấn và con người không thể nào chấp nhận việc trưng bày một dụng cụ hành hình ở nơi công cộng hay đeo nó ở cổ. Ruth thừa nhận rằng "có một số lời dạy tốt trong Thánh kinh" nhưng người đọc phải lướt qua tất tần tật những trang sách bạo lực để tìm kiếm nó. Bà kết luận Thánh kinh là cuốn sách nguy hiểm, và Thiên chúa không phải là tình yêu mà là hận thù.

## Các tác phẩm khác
Bài luận của Ruth Hurmence Green được đăng trong tuyển tập Women Without Superstition do Annie Laurie Gaylor biên tập, bao hàm các bài viết của hơn 50 nhà hoạt động vì quyền lợi của phụ nữ, trong đó có những tên tuổi nổi tiếng như Elizabeth Cady Stanton và Margaret Sanger.